# Lies (Altos Pirenéus)
Lies é uma comuna francesa na região administrativa de Occitânia, no departamento dos Altos Pirenéus. Estende-se por uma área de 3,66 km². Em 2010 a comuna tinha 74 habitantes (densidade: 20,2 hab./km²).